# Dolnośląskie Centrum Onkologii, Pulmonologii i Hematologii we Wrocławiu
Dolnośląskie Centrum Onkologii, Pulmonologii i Hematologii we Wrocławiu (DCOPiH) – szpital onkologiczny mieszczący się przy placu Ludwika Hirszfelda we Wrocławiu.

## Historia
Szpital założono w marcu 1954 roku w następstwie decyzji Ministerstwa Zdrowia o utworzeniu ośrodków onkologicznych w miastach wojewódzkich, ośrodek we Wrocławiu był drugim, po ośrodku w Poznaniu takim utworzonym ośrodkiem. Do czasu adaptacji do potrzeb leczenia onkologicznego budynku Szpitala im. Neugebauera uruchomiono oddział przy Zakładzie Radiologii Akademii Medycznej we Wrocławiu w Państwowym Szpitalu Klinicznym nr 5 przy ul. Traugutta. W lipcu 1956 roku przy placu Hirszfelda uruchomiono Wojewódzki Ośrodek Onkologiczny liczący początkowo 60 łóżek, następnie od 1957 roku 120 miejsc. Wówczas był zorganizowany w trzy oddziały: onkologii ogólnej, chirurgiczny i ginekologii onkologicznej. W 1972 roku szpital poprzez adaptację i rozbudowę sąsiedniego budynku zyskał kolejne 70 łóżek, a w lipcu 1973 roku Pawilon Telegammaterapii. W 1978 roku utworzono Oddział Chemioterapii oraz II Oddział Chirurgii Onkologicznej. W 1986 roku utworzono II oddział Ginekologii Onkologicznej. W 1993 roku zmieniono nazwę ośrodka na Dolnośląskie Centrum Onkologii. W czerwcu 1994 roku ostatecznie przeniesiono oddziały ginekologiczno-położnicze.

## Struktura
- Oddział anestezjologii i intensywnej terapii
- Oddział chirurgii onkologicznej I
- Oddział chirurgii onkologicznej II
- Oddział ginekologii onkologicznej
- Oddział onkologii klinicznej (chemioterapii)
- Zespół do spraw chorób piersi
- Zespół ds. nowotworów przewodu pokarmowego
- Zakład radioterapii
- Zakład patomorfologii
- Centrum chorób piersi – breast unit
- Zakład diagnostyki laboratoryjnej
- Zakład elektroniki medycznej
- Zakład fizyki medycznej
- Zakład rentgenodiagnostyki i ultrasonografii
- Zakład tomografii komputerowej i rezonansu magnetycznego
- Zakład medycyny nuklearnej
- Zakład epidemiologii i dolnośląski rejestr nowotworów

### Filie
- Filia Dolnośląskiego Centrum Onkologii w Legnicy
  - Dział radioterapii
- Filia Dolnośląskiego Centrum Onkologii w Jeleniej Górze